# René Tauš
René Tauš (* 1971) je český fyzicky handicapovaný stolní tenista. Závodí v kategorii T5.
Jeho největším úspěchem je zlatá medaile ze soutěže družstev na letní paralympiádě 2004 v Athénách. Zde soutěžil i v jednotlivcích, kde však nepostoupil ze základní skupiny. Je držitelem medailí z mistrovství Evropy: v družstvech získal bronz v roce 1999, zlato roku 2003 a stříbro v roce 2009, v jednotlivcích stříbro a bronz (v open kategorii) v roce 2005 a zlato v roce 2009.